# Mehltheuer
Mehltheuer ist eine Ortschaft und zugleich ein Ortsteil der Gemeinde Rosenbach/Vogtl. im sächsischen Vogtlandkreis. Die mit der Bildung der Gemeinde Rosenbach/Vogtl. am 1. Januar 2011 entstandene Ortschaft Mehltheuer besteht aus den Ortsteilen Drochaus, Fasendorf, Mehltheuer, Oberpirk, Schönberg und Unterpirk.

## Geographie

### Geographische Lage
Die Ortslage Mehltheuer ist der flächenmäßig kleinste Ortsteil der gleichnamigen Ortschaft Mehltheuer. Sie grenzt im Norden an Thüringen und befindet sich rund 10 km nordwestlich von Plauen auf einer Hochfläche in ca. 510 m Höhe ü. NN. In Mehltheuer entspringt der Triebitzbach, ein Zufluss der Weißen Elster. Im Osten des Ortes erstreckt sich ein großes, gen Plauen gleichmäßig an Höhe verlierendes Waldgebiet, welches als Mehltheurer Forst bezeichnet wird. Die Gebiete gen Westen und Süden sind teilweise landwirtschaftlich genutzt. Richtung Norden dominiert die agrarische Nutzung. Mehltheuer liegt im Nordwesten des Vogtlandkreises und im sächsischen Teil des historischen Vogtlands, an der Grenze zum Thüringischen Vogtland. Geographisch befindet sich der Ort im Zentrum des Naturraums Vogtland (Übergang vom Thüringer Schiefergebirge ins Mittelvogtländische Kuppenland).
Direkt durch den Ort führen die Bundesstraße 282 (E49) von Schleiz nach Plauen sowie die Bahnstrecke Leipzig–Hof (Sachsen-Franken-Magistrale). Zudem beginnt hier die Bahnstrecke Mehltheuer–Gera.

### Nachbarorte
Die Ortschaft Mehltheuer grenzt an die Stadt Pausa-Mühltroff im Vogtlandkreis, an die Stadt Zeulenroda-Triebes im thüringischen Landkreis Greiz sowie an die anderen beiden Rosenbacher Ortschaften Syrau und Leubnitz.
Der Ortsteil Mehltheuer grenzt an drei weitere Ortsteile der Gemeinde und einen Stadtteil der Stadt Zeulenroda-Triebes.
|          | Bernsgrün (Zeulenroda-Triebes)              |       |
| Oberpirk | Kompassrose, die auf Nachbargemeinden zeigt | Syrau |
|          | Fasendorf                                   |       |

## Geschichte

### Urkundliche Ersterwähnung und Namensdeutung
Im Jahr 1418 wurde Mehltheuer im Zusammenhang mit wüsten Gütern urkundlich ersterwähnt. So heißt es wörtlich: die Meltern, wuste guter auf der Meltewer. Ein Jahr später war von 1 wustung czu der Meltewer und von (wustung) zu der Melterey die Rede. Und kurz darauf, im Jahr 1422, wurde Mehltheuer klar als Wald definiert, denn es heißt ein holtz genant die Meltewer.
In den Meilenblättern von Sachsen aus dem Jahr 1794 ist im Wald östlich vom Ort Mehltheuer die ca. 1,5 km lange Kammlinie zwischen dem 541 m hohen Steinpöhl und dem 525 m hohen Lerchenberg als die Mehltheuer ausgewiesen. Die von Syrau schnurgerade bergan führende heutige B 282 quert diese Kammlinie deutlich wahrnehmbar. Der Flurname Mehltheuer deutet darauf hin, dass sich aufgrund schlechter Bodenbeschaffenheit der Getreideanbau hier nur unrentabel betreiben ließe, das Mehl teuer werden würde. Neben felsigem Grund auf dem erwähnten Steinpöhl kommt es in diesem Waldgebiet zusätzlich zu Stauvernässungsarealen in den Quellmulden von Syrabach, Triebitzbach und Fasendorfer Dorfbach und ihren jeweiligen Zuläufen.

### 16.–19. Jahrhundert

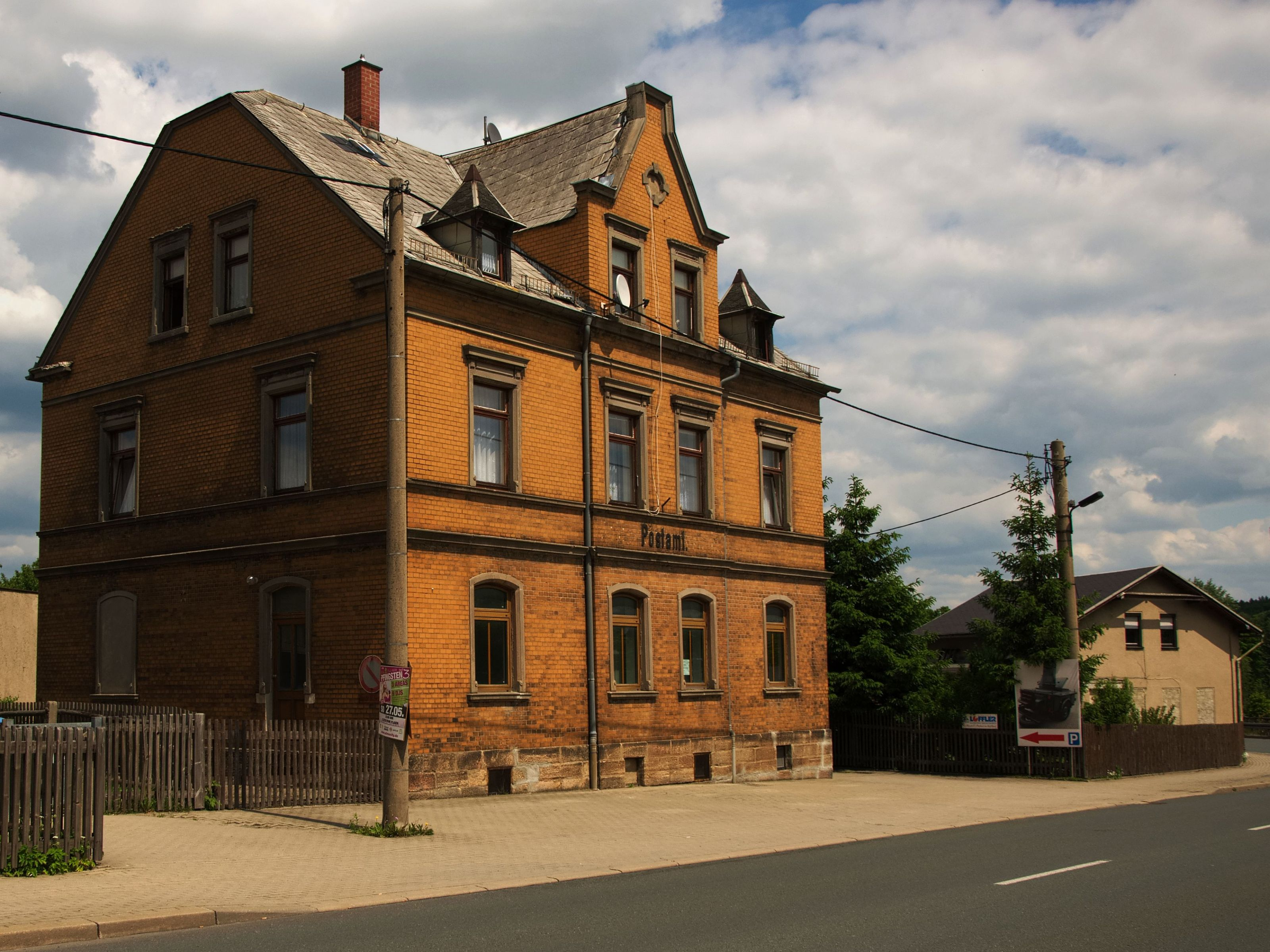
Altes Postamt in Mehltheuer 2012

Verhältnismäßig lange war der Ort wüst. Wohl erst im 16. Jahrhundert setzte der Grundherr aus Leubnitz in Mehltheuer Bauern an. Im 18. Jahrhundert errichtete das Rittergut Leubnitz hier ein Vorwerk. Nach 1764 gehörte Mehltheuer zur Grundherrschaft des Ritterguts Kauschwitz.
Die politische Selbstständigkeit erhielt das flächenmäßig kleine Mehltheuer nur wegen des bevorstehenden Baus der Sächsisch-Bayerischen Eisenbahn (Bahnstrecke Leipzig–Hof), welcher dem Ort ab 1848 mit der Eröffnung des Bahnhofs Mehltheuer einen Aufschwung bescherte. Auch die Landstraße von Schleiz bzw. Zeulenroda-Pausa/Vogtl. nach Plauen wurde Mitte des 19. Jahrhunderts ausgebaut. Bis 1856 lag Mehltheuer wie seine späteren Ortsteile Fasendorf, Drochaus, Schönberg und Oberpirk im kursächsischen bzw. königlich-sächsischen Amt Plauen. Einzig Unterpirk gehörte zum Amt Pausa. 1856 wurde Mehltheuer dem Gerichtsamt Pausa und 1875 der Amtshauptmannschaft Plauen angegliedert. Mit der Eröffnung der der Gesamtstrecke der Bahnstrecke Werdau–Weida–Mehltheuer im Jahr 1883/1884 wurde der Bahnhof Mehltheuer Eisenbahnknotenpunkt, wodurch sich im Ort zahlreiche Eisenbahnbedienstete ansiedelten. Durch die verkehrsgünstige Lage des Bahnhofs Mehltheuer siedelten sich in seinem Umfeld mehrere Industriebetriebe an, von denen die Tüllfabrik Mehltheuer, welche heute den Presse-Weigelt Vertrieb beherbergt, die Bedeutendste war. Im Ort entstanden mehrere Gebäude vorstädtischen Charakters. Zunächst entwickelte sich ein Ortskern auf der 67 Hektar kleinen Gemarkung. Der Grund für die geringe Ortsfläche war die lange Wüstungsperiode. Mit dem weiteren Ortswachstum dehnte sich das Siedlungsgebiet von Mehltheuer auf die Gemarkungen der benachbarten Orte Fasendorf und Oberpirk aus. Dadurch befinden sich viele heute zu Mehltheuer gehörige Grundstücke auf Oberfasendorfer Flur, z. B. das Hotel „Ludwigslust“, das Gästehaus „Friedenshort“ und das kleinste Musikinstrumentenmuseum der Welt, welches sich in einem Wohnhaus befindet und in dem mehr als 200 verschiedene Musikinstrumente ausgestellt sind. Südlich der Bahnstrecke, im Waldgebiet in Richtung Schneckengrün, wurden auf damaligem Gemarkungsgrund von Fasendorf mondäne Jugendstil-Villen errichtet. Selbst die Windmühle Mehltheuer lag in der Zeit ihres Bestehens in der Gemarkung Oberpirk. Dabei handelte es sich um eine Bockwindmühle, die auf der Hochfläche westlich des Ortes stand und bis 1909 in Betrieb war.

### 1900–1945

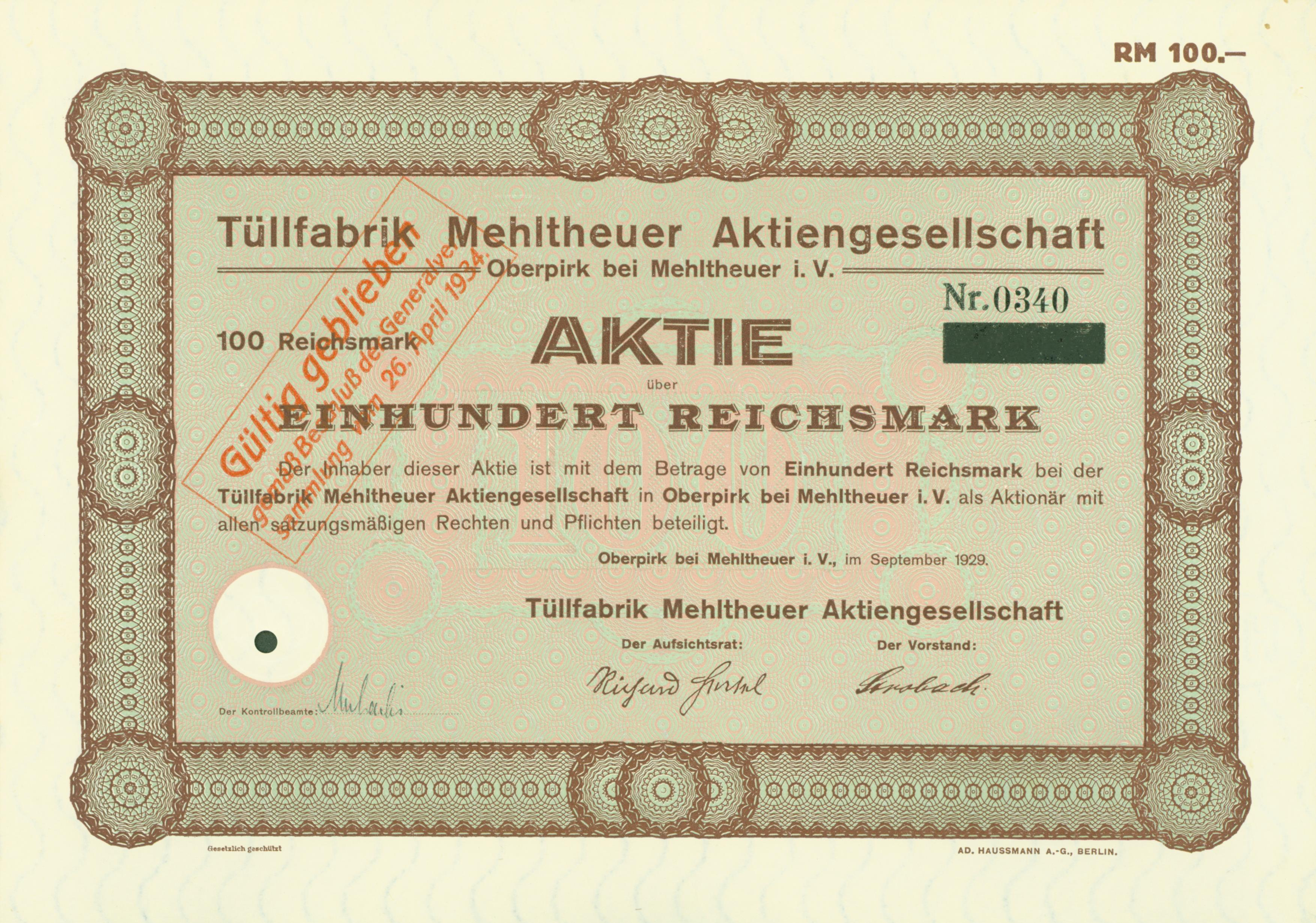
Aktie über 100 RM der Tüllfabrik Mehltheuer AG vom September 1929

1909 erfolgte die Gründung der Tüllfabrik Mehltheuer AG, die die Plauener Spitzenindustrie belieferte. Nach dem Ersten Weltkrieg wurde zudem eine Webereiabteilung für Gardinen- und Möbelstoffe angegliedert.
Gegen Ende des Zweiten Weltkriegs bestand vom 2. Dezember 1944 bis 16. April 1945 in der Tüllfabrik ein Außenlager des KZ Flossenbürg, in dem etwa 350 weibliche Häftlinge für den Rüstungsbetrieb Vogtländische Maschinenfabrik AG („Vomag“) Zwangsarbeit verrichten mussten.
Die Jüdinnen, die überwiegend aus Polen und Ungarn stammten, hatten das KZ Auschwitz überlebt und waren aus Bergen-Belsen und dem Flossenbürger Außenlager in Nürnberg nach Mehltheuer überstellt worden; sie wurden, nachdem sie im April 1945 vor einem Todesmarsch verschont blieben, in Mehltheuer von amerikanischen Truppen befreit.
Nach 1945 zog in die Gebäude wieder der Textilbetrieb ein, der bis zum Ende der DDR zuletzt auf großen Raschelmaschinen produzierte.

### 1945 bis Gegenwart
Durch die zweite Kreisreform in der DDR kam die Gemeinde Mehltheuer im Jahr 1952 zum Kreis Plauen-Land im Bezirk Chemnitz (1953 in Bezirk Karl-Marx-Stadt umbenannt). Am 1. Januar 1974 wurden Drochaus, Fasendorf, Oberpirk und Unterpirk nach Mehltheuer eingemeindet.
Am 31. Oktober 1958 wurde die Stephanuskapelle geweiht. Mehltheuer war zuvor ebenso wie Oberpirk und Fasendorf nach Leubnitz gepfarrt, was im Besonderen für Oberpirk, aber auch für Mehltheuer einen immens langen Kirchweg bedeutete. In Mehltheuer existierte ein Vorschulkinderheim, welches eine Außenstelle von Kobitzschwalde war. Im Waldhaus Mehltheuer wurde zur DDR-Zeit ein Ferienlager des Bahnbetriebswerks Falkenberg/Elster eingerichtet.
Die Gemeinde Mehltheuer kam im Jahr 1990 zum sächsischen Landkreis Plauen, der 1996 im Vogtlandkreis aufging. Am 1. Januar 1999 wurde Schönberg nach Mehltheuer eingemeindet. Durch den Zusammenschluss von Mehltheuer mit Leubnitz und Syrau bildet Mehlteuer mit seinen Ortsteilen Fasendorf, Oberpirk, Unterpirk, Drochaus und Schönberg seit dem 1. Januar 2011 eine von drei Ortschaften der Gemeinde Rosenbach/Vogtl.
| Wahl                               | Bürgermeister     | Vorschlag | Wahlergebnis (in %) |
| ---------------------------------- | ----------------- | --------- | ------------------- |
| Auflösung (siehe Rosenbach/Vogtl.) |                   |           |                     |
| 2009                               | Kerstin Steinbach | CDU       | 96,4                |
| 2002                               | Gerd Peter Meinel | Meinel    | 96,5                |

### Verwaltungsgliederung
- Am 1. Januar 1974 wurden nach Mehltheuer die Ortsteile Drochaus, Fasendorf, Ober- u. Unterpirk eingemeindet.[14]
- Zu einem Verwaltungsverband Mehltheuer schlossen sich 1977 die Gemeinden Leubnitz, Rodau, Demeusel, Kornbach, Schönberg und Mehltheuer mit seinen Ortsteilen zusammen.
- 1994 gründeten die Gemeinden Leubnitz, Syrau und Mehltheuer mit ihren jeweiligen Ortsteilen den Verwaltungsverband Rosenbach.
- 1999 wurde die vorher selbstständige Gemeinde Schönberg nach Mehltheuer eingemeindet.
- Zum 1. Januar 2011 fusionierten die drei Gemeinden des Verwaltungsverbandes Rosenbach zur Gemeinde Rosenbach/Vogtl.[15] Die vormalige Gemeinde Mehltheuer wurde damit zur Ortschaft. Die Gemeindeverwaltung Rosenbachs hat ihren Sitz in Mehltheuer.
- Das Gehöft Reußenhof im Norden gehörte 1943 noch zum thüringischen Bernsgrün und heute aber zur Gemarkung Mehltheuer.[16]

## Verkehr

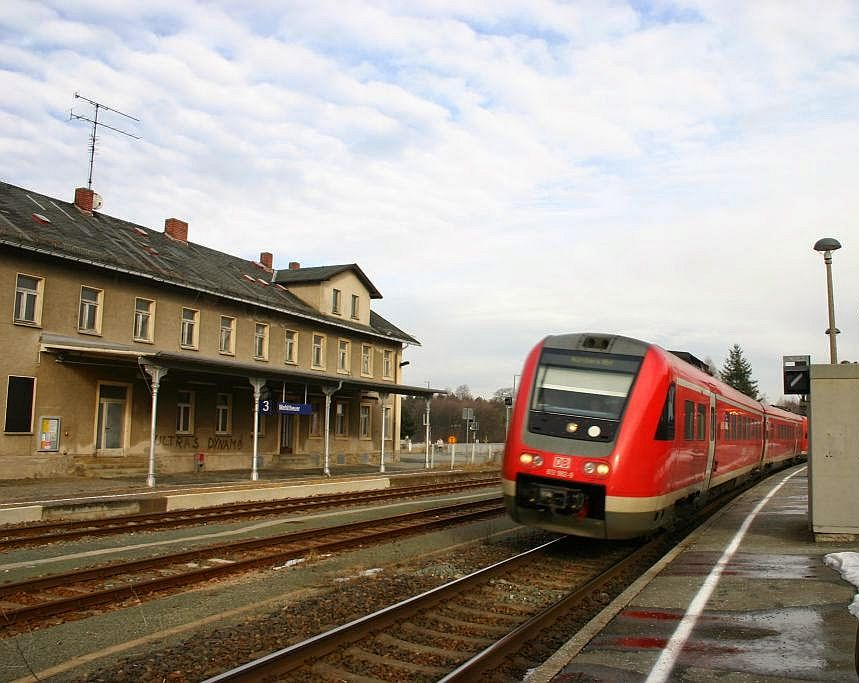
Ehemaliges Bahnhofsgebäude Mehltheuer (abgerissen 2015)

Der Bahnhof Mehltheuer liegt an zwei Eisenbahnstrecken: Seit dem 20. November 1848 fahren auf der Bahnstrecke Leipzig–Hof, eröffnet von der Sächsisch-Bayerischen Eisenbahn-Compagnie, Züge durch Mehltheuer. Am 15. November 1883 wurde die hier angebundene Bahnstrecke Werdau–Weida–Mehltheuer in Betrieb genommen.
Sowohl die Züge der Elster Saale Bahn auf der Relation Leipzig–Gera–Zeulenroda–Mehltheuer–Hof als auch die Züge der Vogtlandbahn auf der Linie RB 5 in Richtung Plauen verkehren zweistündlich und haben Anschluss zueinander. Die Regionalexpress-Züge Dresden–Hof passieren Mehltheuer ohne Halt.
Auch der Bahnhof im Ortsteil Schönberg hatte einstmals große Bedeutung. Dort zweigen die Bahnstrecken Schönberg–Schleiz und Schönberg–Hirschberg, auf denen zurzeit kein regelmäßiger Verkehr besteht, von der Sachsen-Franken-Magistrale ab.
Mehltheuer wird im vertakteten Busverkehr von den zweistündlichen TaktBus-Linien 41 und 42 des Verkehrsverbunds Vogtland bedient. Diese verbinden den Ort unter anderem mit Plauen, Pausa, Zeulenroda, Leubnitz und Mühltroff. Außerdem verkehrt die RufBus-Linie 44 über Demeusel nach Kornbach.
Durch Mehltheuer verläuft die Bundesstraße 282, die als Autobahnzubringer zur A 9 genutzt wird. Zwischen Plauen bzw. Tschechien und der Anschlussstelle Schleiz gelegen, ist die B 282 als Teil der Europastraße 49 sehr stark frequentiert.

## Sehenswürdigkeiten
- Historische Musikinstrumenten-Ausstellung – Karl-Heinz Teuschler,[17] kleinstes Musikinstrumentenmuseum der Welt